# Grand Prix Formule 1 van Mexico-Stad 2024
De Grand Prix Formule 1 van Mexico-Stad 2024 werd verreden op 27 oktober op het Autódromo Hermanos Rodríguez in Mexico-Stad. Het was de twintigste race van het seizoen.

## Vrije trainingen

### Uitslagen
- Enkel de top vijf wordt weergegeven.

| Vrije training 1 | Pos. | Nr. | Coureur          | Constructeur               | Tijd     |
| ---------------- | ---- | --- | ---------------- | -------------------------- | -------- |
| Vrije training 1 | 1    | 63  | George Russell   | Mercedes                   | 1:17.998 |
| Vrije training 1 | 2    | 55  | Carlos Sainz jr. | Ferrari                    | 1:18.315 |
| Vrije training 1 | 3    | 22  | Yuki Tsunoda     | RB-Honda RBPT              | 1:18.699 |
| Vrije training 1 | 4    | 1   | Max Verstappen   | Red Bull Racing-Honda RBPT | 1:18.839 |
| Vrije training 1 | 5    | 27  | Nico Hülkenberg  | Haas-Ferrari               | 1:18.904 |
| Vrije training 2 | Pos. | Nr. | Coureur          | Constructeur               | Tijd     |
| Vrije training 2 | 1    | 55  | Carlos Sainz jr. | Ferrari                    | 1:17.699 |
| Vrije training 2 | 2    | 81  | Oscar Piastri    | McLaren-Mercedes           | 1:17.877 |
| Vrije training 2 | 3    | 22  | Yuki Tsunoda     | RB-Honda RBPT              | 1:17.878 |
| Vrije training 2 | 4    | 16  | Charles Leclerc  | Ferrari                    | 1:17.887 |
| Vrije training 2 | 5    | 4   | Lando Norris     | McLaren-Mercedes           | 1:17.948 |
| Vrije training 3 | Pos. | Nr. | Coureur          | Constructeur               | Tijd     |
| Vrije training 3 | 1    | 81  | Oscar Piastri    | McLaren-Mercedes           | 1:16.492 |
| Vrije training 3 | 2    | 4   | Lando Norris     | McLaren-Mercedes           | 1:16.551 |
| Vrije training 3 | 3    | 55  | Carlos Sainz jr. | Ferrari                    | 1:16.832 |
| Vrije training 3 | 4    | 1   | Max Verstappen   | Red Bull Racing-Honda RBPT | 1:17.003 |
| Vrije training 3 | 5    | 44  | Lewis Hamilton   | Mercedes                   | 1:17.060 |

Testcoureurs in vrije training 1:

 Kimi Antonelli (Mercedes) reed in plaats van Lewis Hamilton. Hij reed een tijd van 1:19.200 en werd daarmee twaalfde.

 Patricio O'Ward (McLaren-Mercedes) reed in plaats van Lando Norris. Hij reed een tijd van 1:19.295 en werd daarmee dertiende.

 Felipe Drugovich (Aston Martin Aramco-Mercedes) reed in plaats van Fernando Alonso. Hij reed een tijd van 1:19.819 en werd daarmee achttiende.

 Robert Shwartzman (Kick Sauber-Ferrari) reed in plaats van Zhou Guanyu. Hij reed een tijd van 1:19.988  en werd daarmee negentiende. Hij ontving een gridstraf van vijf plaatsen voor het inhalen onder gele vlaggen die hij zal krijgen als hij ooit een Formule 1-race zal starten.

 Oliver Bearman (Ferrari) reed in plaats van Charles Leclerc. Hij reed een tijd van 1:21.256 en werd daarmee twintigste.

## Kwalificatie
Carlos Sainz jr. behaalde de zesde pole position in zijn carrière.
| Pos.                   | Nr. | Coureur          | Constructeur               | Kwalificatietijden | Kwalificatietijden | Kwalificatietijden | Grid   |
| Pos.                   | Nr. | Coureur          | Constructeur               | Q1                 | Q2                 | Q3                 | Grid   |
| ---------------------- | --- | ---------------- | -------------------------- | ------------------ | ------------------ | ------------------ | ------ |
| 1                      | 55  | Carlos Sainz jr. | Ferrari                    | 1:16.778           | 1:16.515           | 1:15.946           | 1      |
| 2                      | 1   | Max Verstappen   | Red Bull Racing-Honda RBPT | 1:16.803           | 1:16.514           | 1:16.171           | 2      |
| 3                      | 4   | Lando Norris     | McLaren-Mercedes           | 1:16.505           | 1:16.301           | 1:16.260           | 3      |
| 4                      | 16  | Charles Leclerc  | Ferrari                    | 1:16.972           | 1:16.641           | 1:16.265           | 4      |
| 5                      | 63  | George Russell   | Mercedes                   | 1:17.194           | 1:16.937           | 1:16.356           | 5      |
| 6                      | 44  | Lewis Hamilton   | Mercedes                   | 1:17.306           | 1:16.973           | 1:16.651           | 6      |
| 7                      | 20  | Kevin Magnussen  | Haas-Ferrari               | 1:17.125           | 1:17.003           | 1:16.886           | 7      |
| 8                      | 10  | Pierre Gasly     | Alpine-Renault             | 1:17.149           | 1:17.048           | 1:16.892           | 8      |
| 9                      | 23  | Alexander Albon  | Williams-Mercedes          | 1:17.189           | 1:16.988           | 1:17.065           | 9      |
| 10                     | 27  | Nico Hülkenberg  | Haas-Ferrari               | 1:17.186           | 1:16.995           | 1:17.365           | 10     |
| 11                     | 22  | Yuki Tsunoda     | RB-Honda RBPT              | 1:17.182           | 1:17.129           |                    | 11     |
| 12                     | 30  | Liam Lawson      | RB-Honda RBPT              | 1:17.162           | 1:17.162           |                    | 12     |
| 13                     | 14  | Fernando Alonso  | Aston Martin-Mercedes      | 1:17.307           | 1:17.168           |                    | 13     |
| 14                     | 18  | Lance Stroll     | Aston Martin-Mercedes      | 1:17.407           | 1:17.294           |                    | 14     |
| 15                     | 77  | Valtteri Bottas  | Kick Sauber-Ferrari        | 1:17.393           | 1:17.817           |                    | 15     |
| 16                     | 43  | Franco Colapinto | Williams-Mercedes          | 1:17.558           |                    |                    | 16     |
| 17                     | 81  | Oscar Piastri    | McLaren-Mercedes           | 1:17.597           |                    |                    | 17     |
| 18                     | 11  | Sergio Pérez     | Red Bull Racing-Honda RBPT | 1:17.611           |                    |                    | 18     |
| 19                     | 31  | Esteban Ocon     | Alpine-Renault             | 1:17.617           |                    |                    | Pit *1 |
| 20                     | 24  | Zhou Guanyu      | Kick Sauber-Ferrari        | 1:18.072           |                    |                    | 19     |
| Q1 107% tijd: 1:21.860 |     |                  |                            |                    |                    |                    |        |
| Bron: formula1.com     |     |                  |                            |                    |                    |                    |        |

*1 Esteban Ocon kwalificeerde zich als negentiende maar moest vanuit de pit starten omdat er aan zijn wagen is gewerkt onder Parc fermé condities.

## Wedstrijd
Carlos Sainz jr. behaalde de vierde Grand Prix-overwinning in zijn carrière.

| Pos.               | Nr. | Coureur          | Constructeur               | Rondes | Tijd / Oorzaak Uitval | Grid | Punten |
| ------------------ | --- | ---------------- | -------------------------- | ------ | --------------------- | ---- | ------ |
| 1                  | 55  | Carlos Sainz jr. | Ferrari                    | 71     | 1:40:55.800           | 1    | 25     |
| 2                  | 4   | Lando Norris     | McLaren-Mercedes           | 71     | +4.705                | 3    | 18     |
| 3                  | 16  | Charles Leclerc  | Ferrari                    | 71     | +34.387               | 4    | 16S    |
| 4                  | 44  | Lewis Hamilton   | Mercedes                   | 71     | +44.780               | 6    | 12     |
| 5                  | 63  | George Russell   | Mercedes                   | 71     | +48.536               | 5    | 10     |
| 6                  | 1   | Max Verstappen   | Red Bull Racing-Honda RBPT | 71     | +59.558               | 2    | 8      |
| 7                  | 20  | Kevin Magnussen  | Haas-Ferrari               | 71     | +1:03.642             | 7    | 6      |
| 8                  | 81  | Oscar Piastri    | McLaren-Mercedes           | 71     | +1:04.928             | 17   | 4      |
| 9                  | 27  | Nico Hülkenberg  | Haas-Ferrari               | 70     | +1 ronde              | 10   | 2      |
| 10                 | 10  | Pierre Gasly     | Alpine-Renault             | 70     | +1 ronde              | 8    | 1      |
| 11                 | 18  | Lance Stroll     | Aston Martin-Mercedes      | 70     | +1 ronde              | 14   |        |
| 12                 | 43  | Franco Colapinto | Williams-Mercedes          | 70     | +1 ronde *1           | 16   |        |
| 13                 | 31  | Esteban Ocon     | Alpine-Renault             | 70     | +1 ronde              | Pit  |        |
| 14                 | 77  | Valtteri Bottas  | Kick Sauber-Ferrari        | 70     | +1 ronde              | 15   |        |
| 15                 | 24  | Zhou Guanyu      | Kick Sauber-Ferrari        | 70     | +1 ronde              | 19   |        |
| 16                 | 30  | Liam Lawson      | RB-Honda RBPT              | 70     | +1 ronde              | 12   |        |
| 17                 | 11  | Sergio Pérez     | Red Bull Racing-Honda RBPT | 70     | +1 ronde              | 18   |        |
| DNF                | 14  | Fernando Alonso  | Aston Martin-Mercedes      | 15     | Remmen                | 13   |        |
| DNF                | 23  | Alexander Albon  | Williams-Mercedes          | 0      | Ongeluk               | 9    |        |
| DNF                | 22  | Yuki Tsunoda     | RB-Honda RBPT              | 0      | Ongeluk               | 11   |        |
| Bron: formula1.com |     |                  |                            |        |                       |      |        |

S Charles Leclerc reed voor de tiende keer in zijn carrière een snelste ronde en behaalde hiermee een extra punt.

*1 Franco Colapinto kreeg een tijdstraf van tien seconden voor het veroorzaken van een botsing met Liam Lawson, dit had geen gevolgen voor de positie in de einduitslag.

Max Verstappen kreeg twee tijdstraffen van 10 seconden (vanwege het voordeel behalen door buiten de baan te rijden en voor het van de baan afdrukken van Lando Norris). De 20 seconden tijdstraf loste hij in tijdens de pitstop. Door deze straf eindigde Verstappen achter Lewis Hamilton en George Russell.

## Tussenstanden wereldkampioenschap
Betreft tussenstanden voor het wereldkampioenschap na dit GP-weekeinde.

### Coureurs
| Pos. | Nr.   | Coureur          | Constructeur               | Punten |
| ---- | ----- | ---------------- | -------------------------- | ------ |
| 1    | 1     | Max Verstappen   | Red Bull Racing-Honda RBPT | 362    |
| 2    | 4     | Lando Norris     | McLaren-Mercedes           | 315    |
| 3    | 16    | Charles Leclerc  | Ferrari                    | 291    |
| 4    | 81    | Oscar Piastri    | McLaren-Mercedes           | 251    |
| 5    | 55    | Carlos Sainz jr. | Ferrari                    | 240    |
| 6    | 44    | Lewis Hamilton   | Mercedes                   | 189    |
| 7    | 63    | George Russell   | Mercedes                   | 177    |
| 8    | 11    | Sergio Pérez     | Red Bull Racing-Honda RBPT | 150    |
| 9    | 14    | Fernando Alonso  | Aston Martin-Mercedes      | 62     |
| 10   | 27    | Nico Hülkenberg  | Haas-Ferrari               | 31     |
| 11   | 18    | Lance Stroll     | Aston Martin-Mercedes      | 24     |
| 12   | 22    | Yuki Tsunoda     | RB-Honda RBPT              | 22     |
| 13   | 20    | Kevin Magnussen  | Haas-Ferrari               | 14     |
| 14   | 23    | Alexander Albon  | Williams-Mercedes          | 12     |
| 15   | 3     | Daniel Ricciardo | RB-Honda RBPT              | 12     |
| 16   | 10    | Pierre Gasly     | Alpine-Renault             | 9      |
| 17   | 38/50 | Oliver Bearman   | Ferrari                    | 7      |
| 18   | 43    | Franco Colapinto | Williams-Mercedes          | 5      |
| 19   | 31    | Esteban Ocon     | Alpine-Renault             | 5      |
| 20   | 30    | Liam Lawson      | RB-Honda RBPT              | 2      |
| 21   | 24    | Zhou Guanyu      | Kick Sauber-Ferrari        | 0      |
| 22   | 2     | Logan Sargeant   | Williams-Mercedes          | 0      |
| 23   | 77    | Valtteri Bottas  | Kick Sauber-Ferrari        | 0      |

### Constructeurs
| Pos. | Constructeur               | Punten |
| ---- | -------------------------- | ------ |
| 1    | McLaren-Mercedes           | 566    |
| 2    | Ferrari                    | 537    |
| 3    | Red Bull Racing-Honda RBPT | 512    |
| 4    | Mercedes                   | 366    |
| 5    | Aston Martin-Mercedes      | 86     |
| 6    | Haas-Ferrari               | 46     |
| 7    | RB-Honda RBPT              | 36     |
| 8    | Williams-Mercedes          | 17     |
| 9    | Alpine-Renault             | 14     |
| 10   | Kick Sauber-Ferrari        | 0      |